# Mediomastus fragile
Mediomastus fragile är en ringmaskart som beskrevs av Pamela C. Rasmussen 1973. Mediomastus fragile ingår i släktet Mediomastus och familjen Capitellidae. Inga underarter finns listade i Catalogue of Life.